# Anaprof 1991
La ANAPROF 1991 fue el cuarto torneo organizado de la Asociación Nacional Pro Fútbol, donde se coronó campeón el Tauro Fútbol Club.

## Equipos participantes de la ANAPROF 1991
| Equipos                |
| ---------------------- |
| Alianza FC             |
| AFC Euro Kickers       |
| CD Pan de Azúcar       |
| CD Plaza Amador        |
| Deportivo La Previsora |
| Panamá Viejo FC        |
| Sporting Colón         |
| Tauro FC               |

## Estadísticas generales
- Campeón: Tauro FC.
- Subcampeón: AFC Euro Kickers.
- Goleador:  José Ardines  / AFC Euro Kickers, 13 goles.
- Jugador Más Valioso:   Pércival Piggott/ Tauro FC.

| ANAPROF 1991:       |
| ------------------- |
| Tauro FC 2.º Título |